# Andrew Bradford

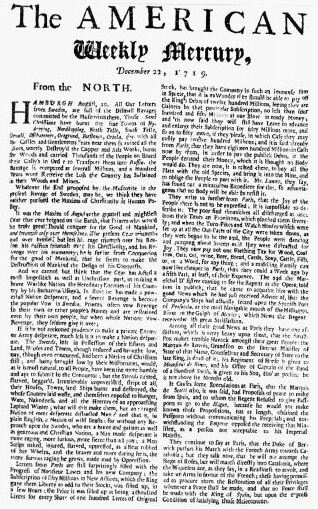
American Weekly Mercury från den 22 december 1719.

Andrew Sowles Bradford, född 1686 i Philadelphia, död där den 24 november 1742, var en amerikansk boktryckare. Han var son till William Bradford och farbror till William Bradford. 
Bradford övertog 1712 ett fadern delvis tillhörigt tryckeri i Philadelphia och var till 1723 den ende boktryckaren i Pennsylvania. År 1719 började han ge ut American Weekly Mercury, den första tidningen i mellankolonierna, och 1741 tidskriften American Magazine. Det var hos honom som den unge Benjamin Franklin vid sin ankomst till Philadelphia 1723 fick anställning som sättare.